# Iglesia de San Vicente (Calders)

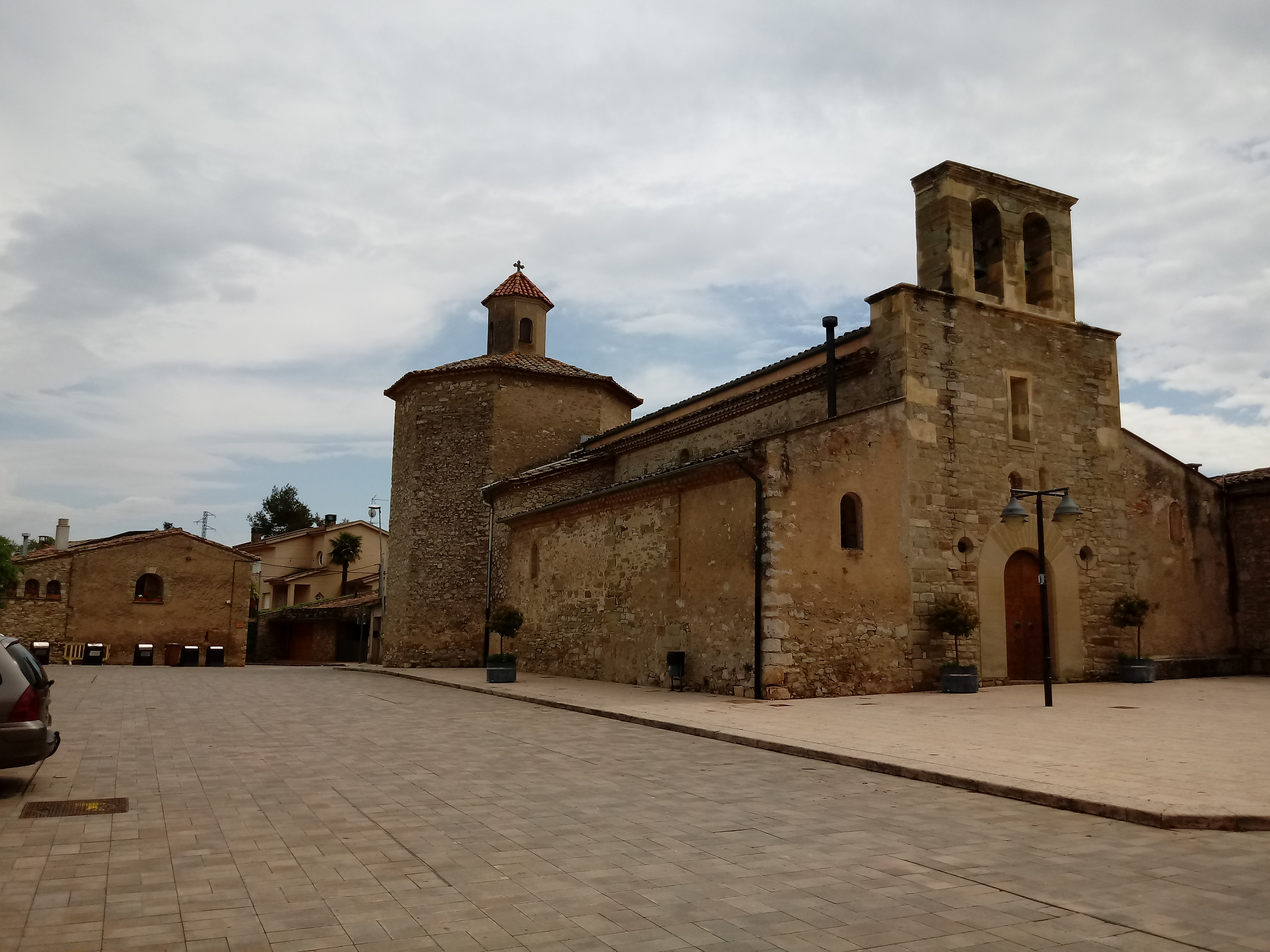
Vista lateral.

La iglesia de San Vicente de Calders es un edificio religioso de la población de Calders perteneciente a la comarca catalana del Moyanés en la provincia de Barcelona. Es una iglesia barroca incluida en el Inventario del Patrimonio Arquitectónico de Cataluña y protegida como Bien Cultural de Interés Local.

## Historia
Está documentada, ya como parroquia, desde el 980. Se trataba de un templo de una sola nave, pero de la obra original, románica, sólo se conserva el muro de poniente, donde está ahora la puerta de acceso. En el siglo XVII se hace la puerta de ingreso con el campanario, y en el siglo XIX corresponde la erección de la capilla del Santísimo. Consta que en 1611 había sido construido el retablo de la Virgen del Rosario. Se sabe por Visitas Pastorales que en 1699 estaban los altares del Rosario, del Santo Cristo, San Francisco, Nuestra Señora de la Concepción, Santiago, y el altar mayor, de los que no quedan restos. A finales del siglo XIX se adelantaron las naves laterales, igualándose a la central. En 1963 se le sacó un pequeño atrio exterior.

## Descripción

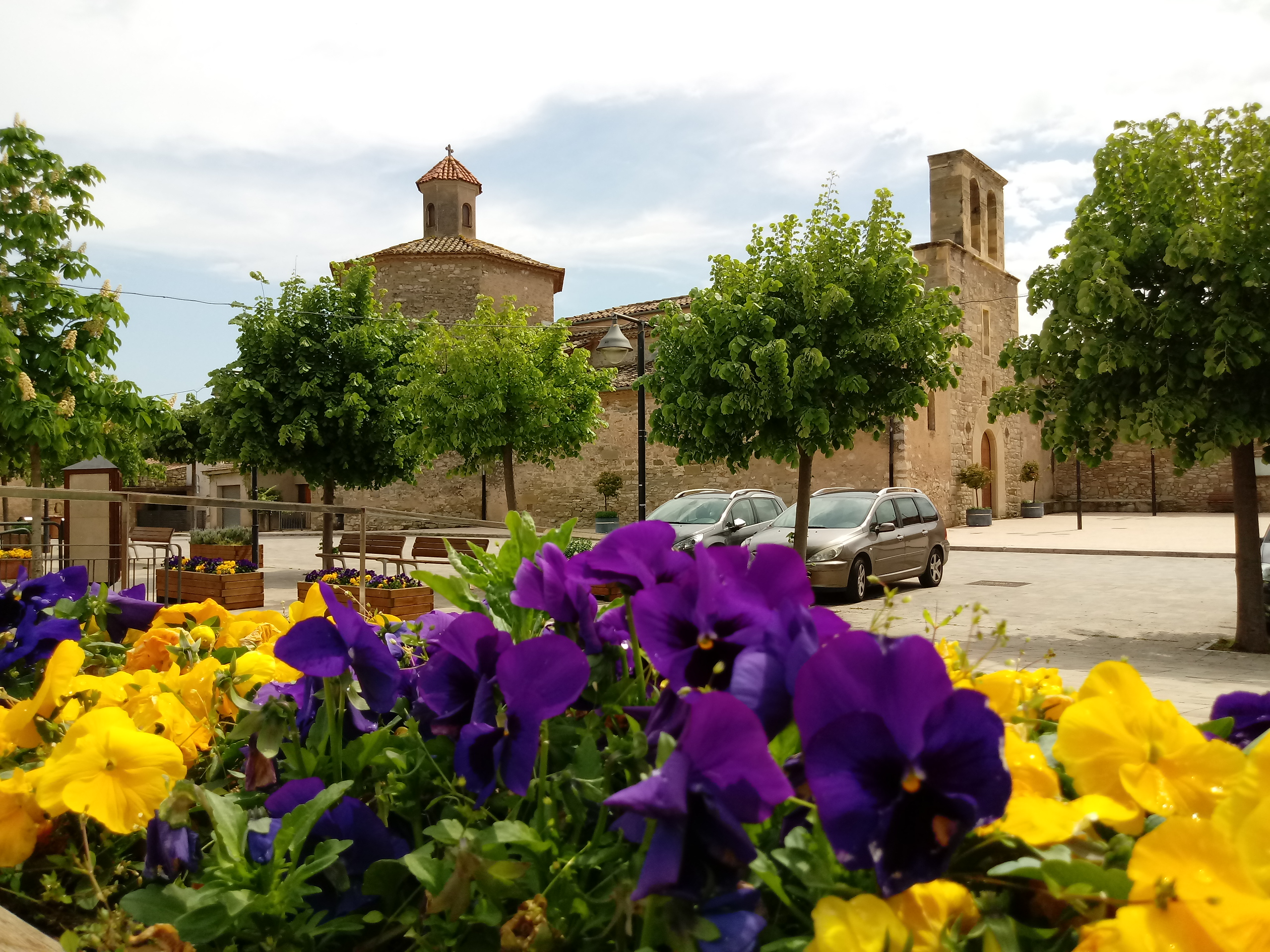

Iglesia de tres naves, cubiertas por bóveda de crucero, y remates en el presbiterio poligonal con bóveda de ojiva. Pilares, arcos y claves de bóveda en sillares de cantería. En las claves de bóveda hay diferentes decoraciones: santos, conchas, elementos vegetales ... En el extremo de la nave izquierda, sobre un plano circular y cubierta de cúpula y linterna está la capilla al Santísimo, de posterior construcción. La puerta de entrada a la iglesia es adintelada, de arco de medio punto situada en la fachada de poniente. En lo alto, simple campanaario de espadaña; ingreso a la iglesia por un cancel de madera tallada. El material constructivo empleado es: en la nave central sillares; el resto es de piedra troceada. Ménsulas: Dos esculturas talladas en forma de ménsula que hoy se encuentran en los muros laterales exteriores de la iglesia. Una de ellas, mirando a norte, representa una figura humana con rasgos orientales, el cuerpo muy redondeado, las manos unidas a él y una barba bifurcada, el estilo recuerda el románico. La otra imagen, situada en el lado sur, es un ángel al que se le distingue la cabellera, las alas y una mano abierta, sus rasgos también recuerdan la escultura románica. Ambas se encuentran en los muros laterales de la iglesia, haciendo esquina con la fachada y ambos están situados en los muros construidos con motivo del ensanchamiento de la antigua iglesia románica en el siglo XVII. Son dos elementos aprovechados de antiguas estructuras y que están fuera de su contexto original.

## Galería fotográfica

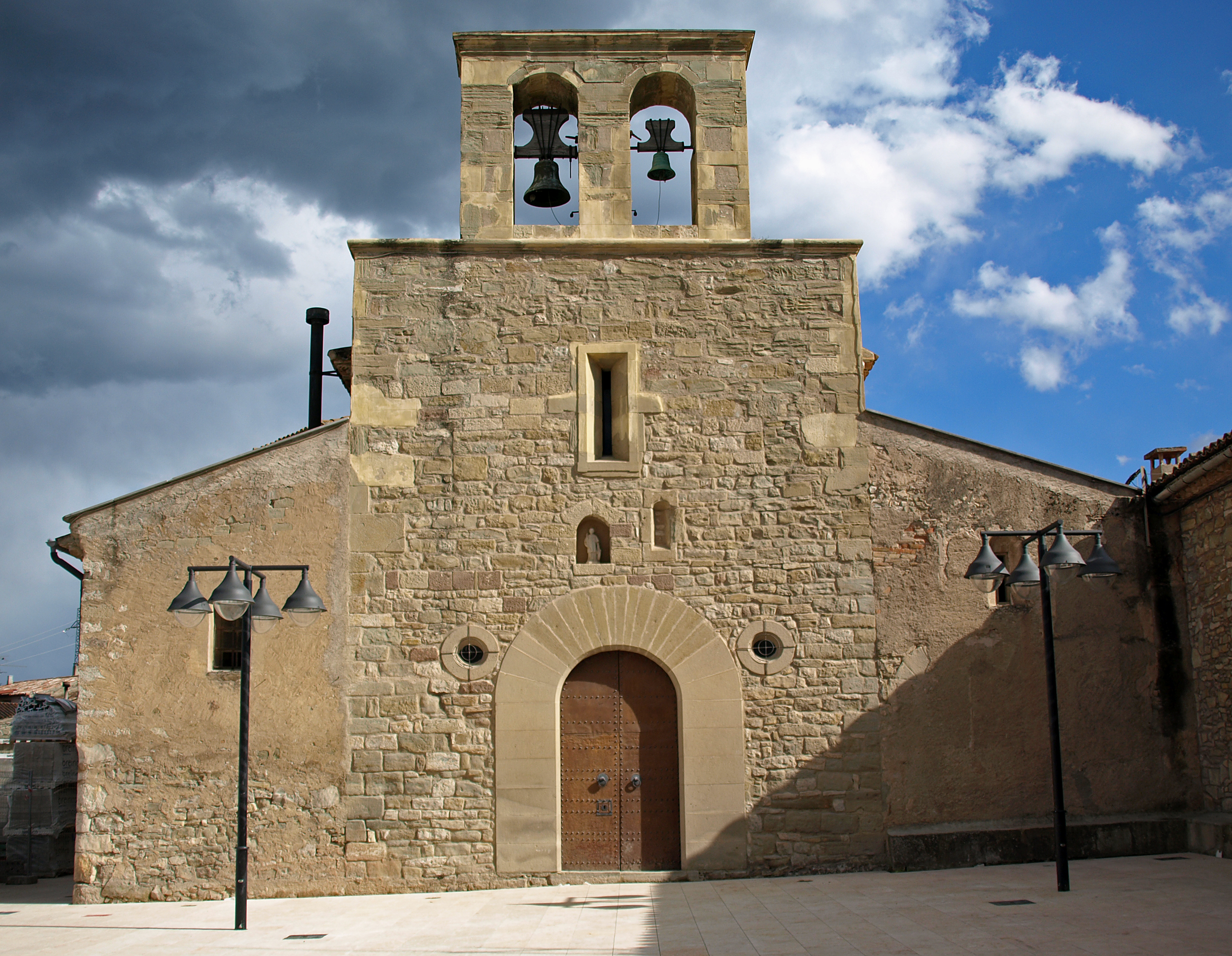
Fachada frontal
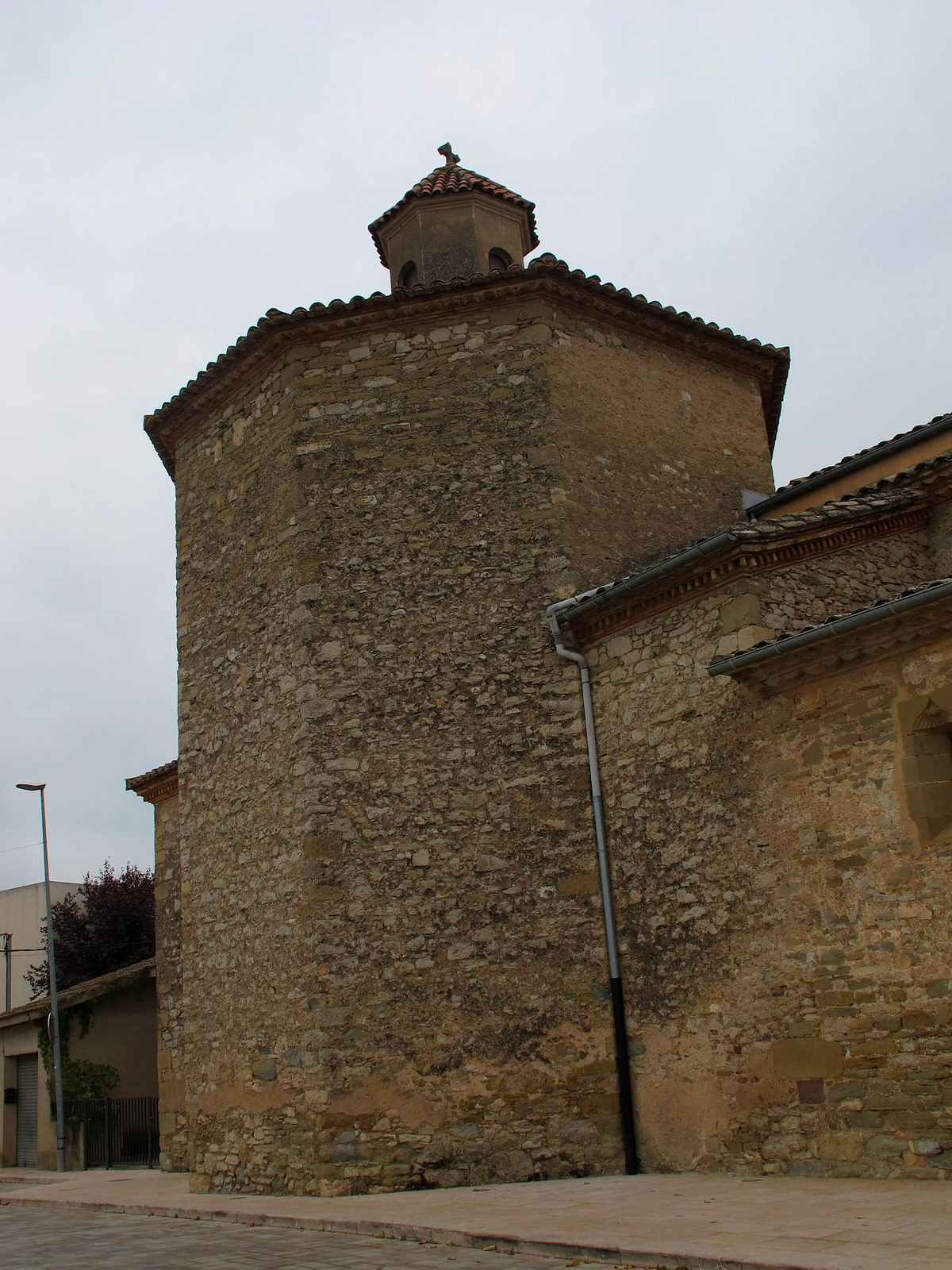
Torre exterior
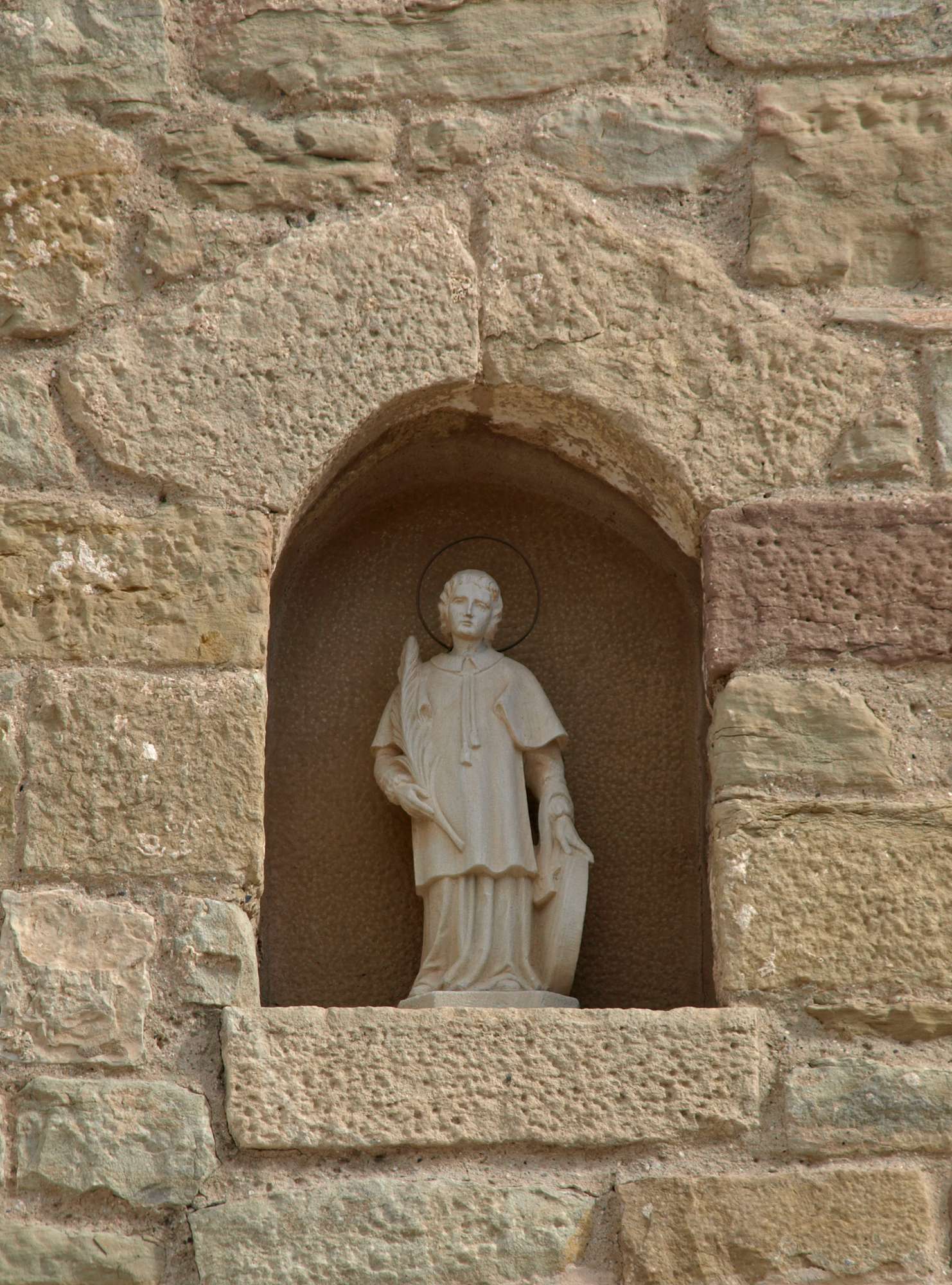
Hornacina con san Vicente
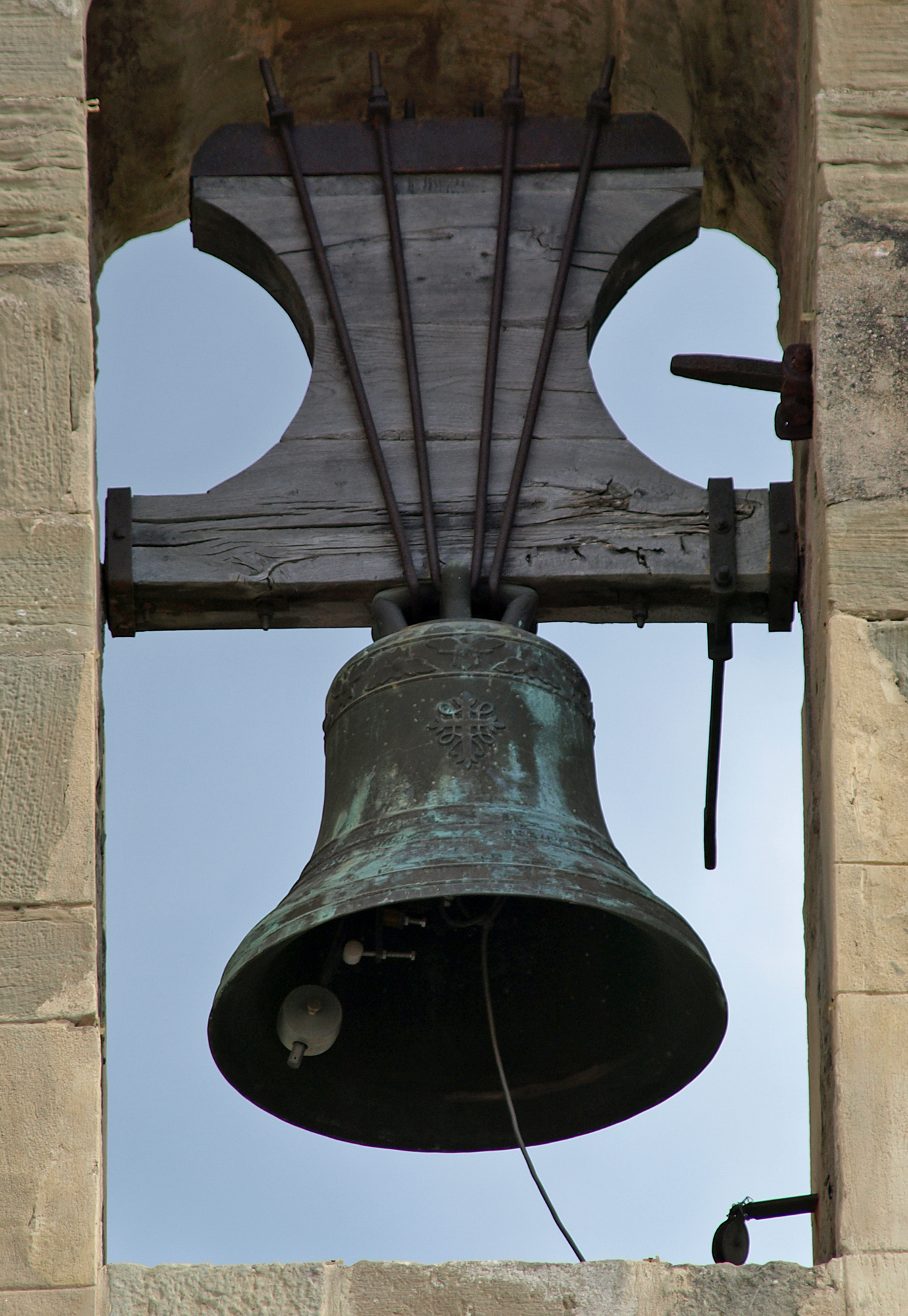
Campana de la iglesia